# Kirchberg (Kreis Sibiu)
Kirchberg (rumänisch Chirpăr [ˈkirpər], siebenbürgisch-sächsisch Kirp(e)rich, ungarisch Kürpöd) ist eine Gemeinde im Kreis Sibiu in der Region Siebenbürgen in Rumänien.

## Geographische Lage

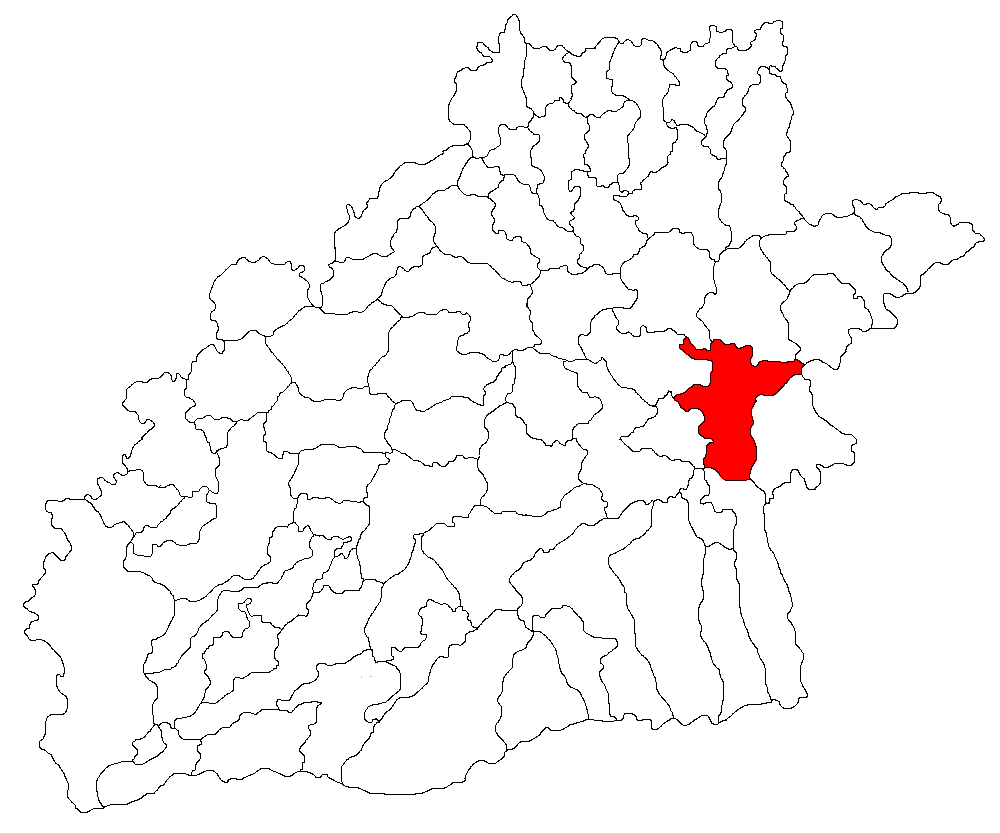
Lage der Gemeinde Chirpăr im Kreis Sibiu

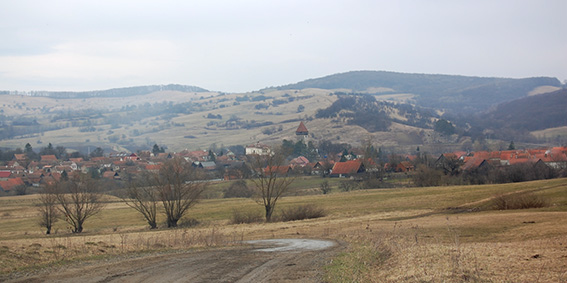
Blick auf Kirchberg

Chirpăr ist eine Gemeinde in Siebenbürgen im Altland, östlich des Harbachtals im historischen Leschkircher Stuhl. Im östlichen Teil des Kreises Sibiu an der Kreisstraße (drum județean) DJ 105D, befindet sich der Ort auf einer Anhöhe 86 Kilometer von der Kreishauptstadt Sibiu (Hermannstadt) und 13 Kilometer von Agnita (Agnethlen) entfernt. Die eingemeindeten Dörfer liegen etwa 5 bis 9 Kilometer vom Gemeindezentrum entfernt.
Kirchberg ist über teilweise asphaltierte Nebenstraßen der Kreisstraße DJ 106 von Marpod (Marpod) oder Agnita über Vărd (Werd) aus erreichbar; oder (109 Kilometer) von Hermannstadt auf der Europastraße 68 Richtung Brașov (Kronstadt) und bei Voila (Wolldorf) links nach Merghindeal (Mergeln) über Agnita bis Kirchberg.

## Geschichte
Der von Siebenbürger Sachsen gegründete Ort wurde 1337 als Kyrchberch erstmals urkundlich erwähnt. Noch bis Ende der 1970er Jahre war das Dorf zur Hälfte von deutschsprachigen Menschen besiedelt. Schon ab den 1960er Jahren, vor allem aber nach der Wende von 1989 wanderte die überwiegende Mehrheit der deutschsprachigen Bevölkerung nach Deutschland aus.
Als Kirchberger Keramik werden hochwertige irdene Ziergefäße mit gekerbten Gürtelstreifen bezeichnet, die zwischen 1743 und 1776 in der Umgebung von Hermannstadt hergestellt wurden. Sie sind einzigartig in Europa, jedoch ist Kirchberg als Herstellungsort ungewiss.

## Bevölkerung
1850 lebten auf dem Gebiet der heutigen Gemeinde 3.554 Einwohner. 1.942 davon waren Rumänen, 1.365 Deutsche, 210 Roma und ein Ungar. 1941 wurde mit 3.792 die größte Bevölkerungszahl – und gleichzeitig die der Rumänen (1.969) und der Siebenbürger Sachsen (1.703) – ermittelt. Die höchste Anzahl der Roma (312) und die der Ungarn (25) wurde 1992 registriert. Bei der Volkszählung 2011 lebten auf dem Gebiet der heutigen Gemeinde 1.434 Menschen, davon waren 1.190 Rumänen, 142 Roma, 37 Rumäniendeutsche und neun Ungarn. Restliche Menschen machten keine Angaben zu deren Zugehörigkeit.

## Sehenswürdigkeiten
- Die Kirchenburg in Kirchberg – eine dreischiffige romanische Basilika –, im 13. Jahrhundert errichtet, wurde ursprünglich der Heiligen Maria geweiht. Um 1500 und im 19. Jahrhundert wurden nachhaltige bauliche Veränderungen vorgenommen.[6] Heute ist noch der West- und Ostabschnitt des rechteckigen Berings der Wehrkirche erhalten. 1968 stürzte der Südostturm ein. Die Kirche steht unter Denkmalschutz.[7]
- Die rumänische-orthodoxe Kirche Înălțarea Domnului in Kirchberg, 1844 errichtet und 1899 erneuert, steht unter Denkmalschutz.[7]
- In Săsăuș (Sachsenhausen) steht die orthodoxe Kirche Adormirea Maicii Domnului, etwa 1782 errichtet, unter Denkmalschutz.[7]
- In Vărd stehen die romanische Marienkirche, die im 13. Jahrhundert errichtet und etwa 1853 erneuert wurde, sowie auch der Streckenabschnitt der Harbachtalbahn auf dem Gebiet des Dorfes unter Denkmalschutz.[7]
- In Veseud (Zied) stehen die Kirchenburg, im 13. Jahrhundert errichtet, und die rumänisch-orthodoxe Kirche Sf. Gheorghe, 1790 errichtet, beide unter Denkmalschutz.[7]

Kirchenburg in Kirchberg
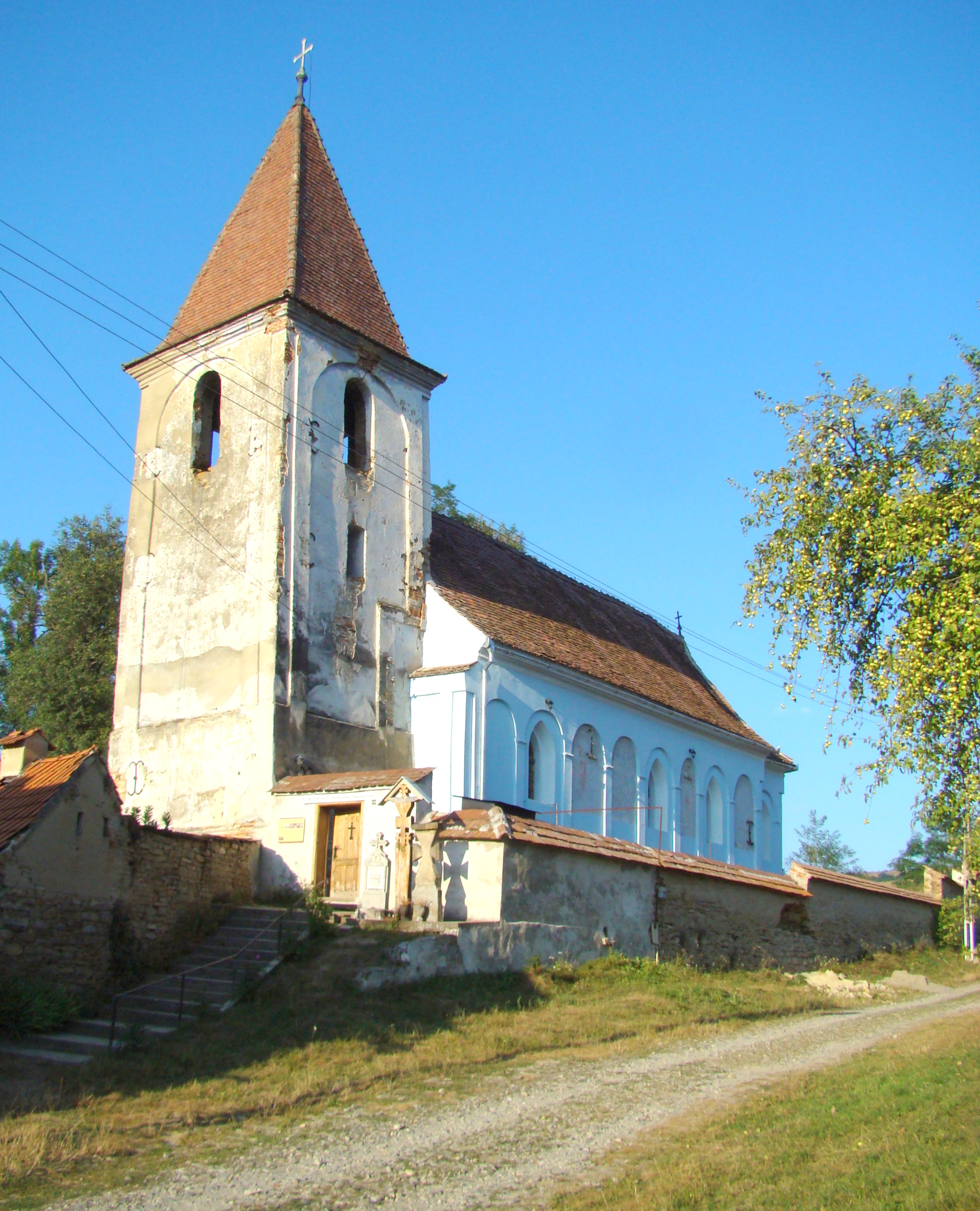
Kirche in Săsăuș
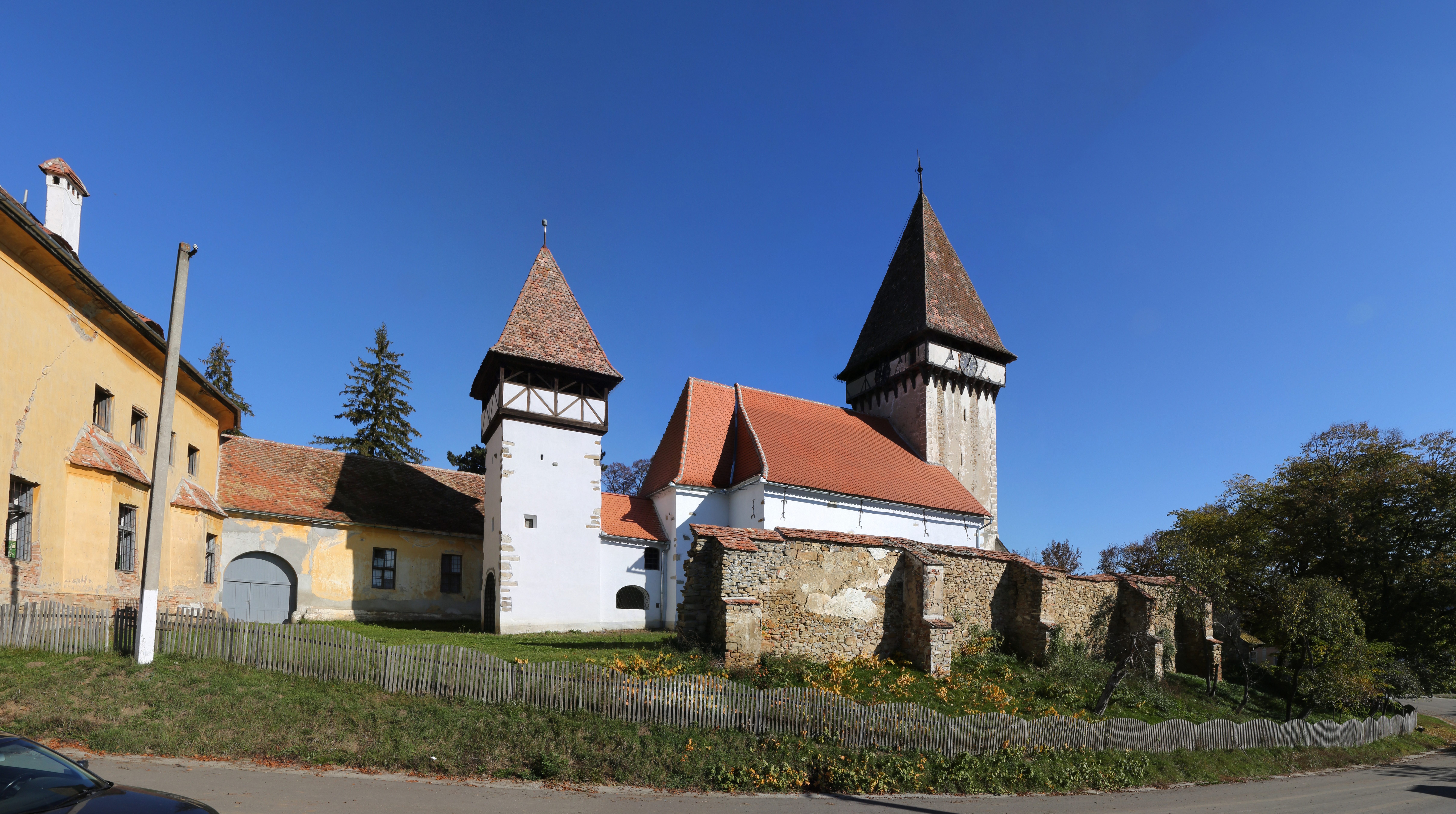
Kirchenburg in Zied
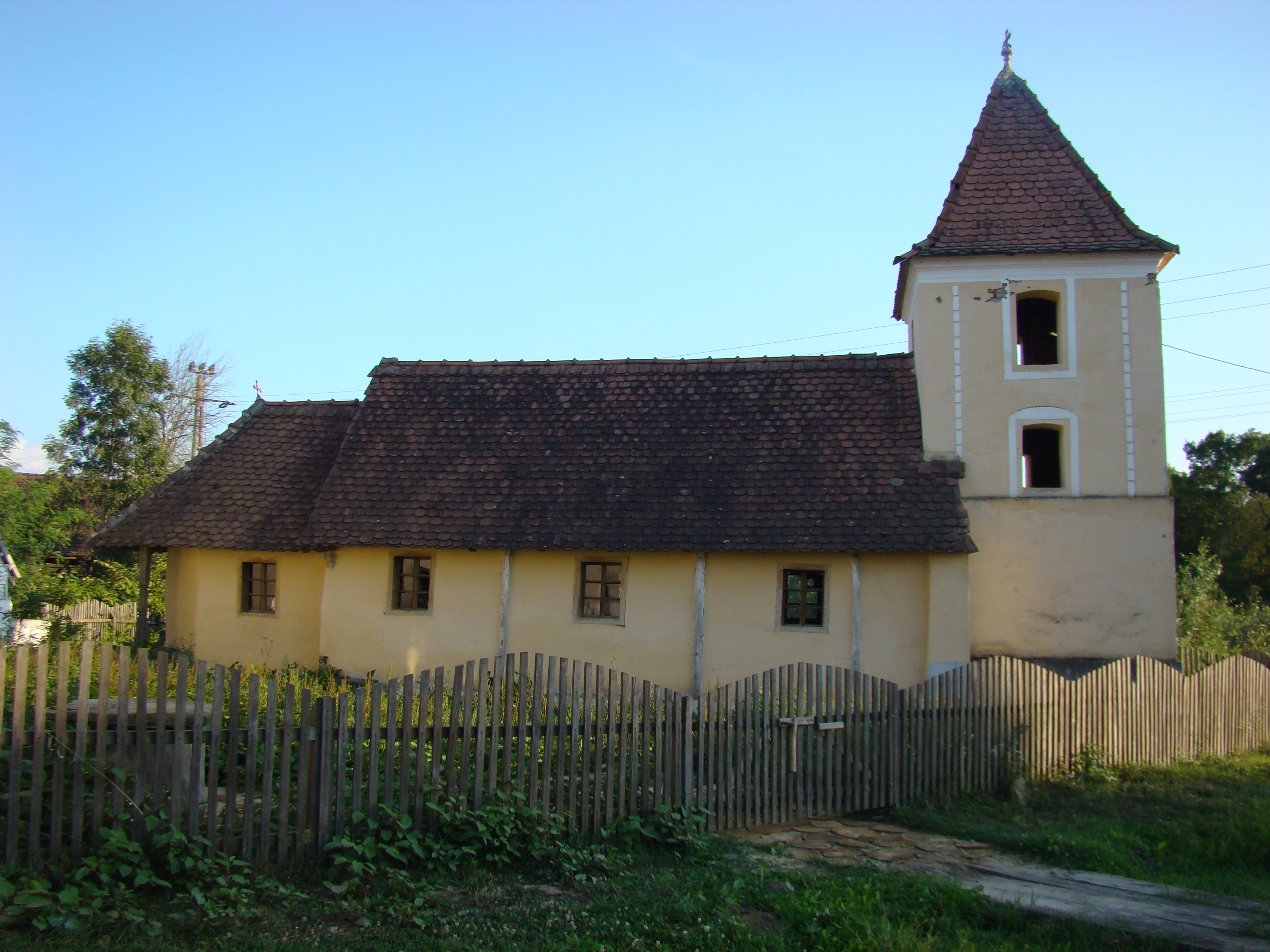
Holzkirche in Săsăuș

## Persönlichkeiten
- Daniel Joseph Gottschling (1774–1850), Pfarrer in Kirchberg von 1809 bis 1850[8] und Maler.[9]
- Irina Petraș (* 1947), Schriftstellerin und Literaturwissenschaftlerin[10]